# Харлан, Иосия
Иосия Харлан, принц Гора (англ. Josiah Harlan; 12 июня 1799 — 1871) — американский авантюрист, более всего известный своим путешествием в Афганистан и Пенджаб с намерением стать правителем собственного государства. Пребывая там, он участвовал в местной политике и военных действиях и в итоге сумел получить титул «принца Гора» на неограниченный срок для себя и своих потомков в благодарность за военную помощь. Рассказ Редьярда Киплинга «Человек, который хотел быть королём», как предполагается, частично основан на истории Харлана.

## Детство
Иосия Харлан родился в деревне Невлин в округе Честер, штат Пенсильвания. Его родители, Джошуа Харлан и Сара Хинчмен, были квакерами, и Иосия и его девять братьев и сестёр воспитывались в атмосфере строгости и благочестия. Его отец был торговым брокером в Филадельфии, и несколько его сыновей позже также занялись торговлей.
Потеряв мать в возрасте тринадцати лет, Иосия погрузился в чтение. Есть информация, что Харлан в возрасте пятнадцати лет увлекался чтением медицинской литературы и «Жизнеописаний» Плутарха, а также вдохновлялся биографиями пророков. Он читал по-латыни и по-гречески и свободно говорил по-французски. Он также имел страсть к ботанике, которую сохранил на всю жизнь. Он также изучал древнегреческую и древнеримскую историю, в частности, историю походов Александра Македонского.

## Первые путешествия
В 1820 году Харлан отправился в своё первое путешествие. Его отец обеспечил ему работу в качестве суперкарго на торговом судне, шедшем сначала в Калькутту (Британская Индия) и Гуанчжоу (Цинская империя) и обратно. Вернувшись из этой поездки и готовясь к следующей, он влюбился. Было решено, что свадьба будет, когда он вернётся. Тем не менее в Калькутте он получил уведомление, что его невеста нарушила обязательство и вышла замуж за другого.
Поражённый этой новостью, Харлан поклялся никогда не возвращаться в Америку, вместо этого начав жизнь искателя приключений на Востоке. В июле 1824 года, не имея какого-либо формального образования, он поступил в качестве хирурга на службу в Британскую Ост-Индскую компанию. Компания была на пороге войны в Бирме, вследствие чего нуждалась в квалифицированных хирургах. Опираясь на полученные самостоятельно знания из книг и некоторую практику, которую он получил, находясь в море, Харлан пришёл в медицинскую комиссию для собеседования и был назначен хирургом в больнице общего профиля в Калькутте. С января 1825 году он служил в армии в Бирме, пока не был ранен или заболел (доподлинно неизвестно, что именно с ним случилось). Между тем договор в Яндабу в 1826 году завершил военные действия. После выздоровления Харлан был отправлен в Карнал, к северу от Дели, но вскоре,  летом 1826 года, оставил работу в Компании. За хорошую службу генерал-губернатор лорд Амхерст предоставил ему разрешение на пребывание в Индии.

## Афганистан
После пребывания в Шимле Харлан отправился в Лудхияну, пограничную заставу Британской Индии на реке Сатледж, по которой в то время пролегала граница между Пенджабом и Британской Индией. Он решил поступить на службу к Ранджиту Сингху, махарадже из Пенджаба. Здесь, находясь в ожидании ответа на его просьбу о разрешении въезда в Пенджаб, он встретил изгнанного афганского правителя Дурранийской империи Шуджу-Шаха Дуррани и в конечном итоге поступил к нему на службу. При финансовой поддержке Шуджи-Шаха Дуррани Харлан совершил путешествие вдоль Инда и в Афганистан, сначала в Пешавар и затем в Кабул. В Кабуле он встретил человека, которого должен был свергнуть по заданию Дуррани, — Дост Мохаммад Хана.
В Пешаваре Харлан встретил набоба Джаббар Хана, который был братом Дост Мохаммад Хана. Джаббар Хан был сильным потенциальным соперником Дост Мухаммеда и, следовательно, возможным союзником Шуджи-Шаха. Во время пребывания с Джаббар Ханом Харлан оценил ситуацию и понял, что положение Дост Мохаммада был слишком сильным и что для реализации задуманного было необходимо привлечение сил извне Афганистана. Он решил искать счастья в Пенджабе.

## На службе у Раджита Сингха
Харлан прибыл в Лахор, столицу Пенджаба, в 1829 году. Он встретил французского генерала Жана Франсуа Аллара, который познакомил его с махараджей. Харлану был предложен пост в армии, но он отказался, ища что-то более прибыльное, и в конце концов нашёл: после тяжбы в течение некоторого времени он был приглашён на должность губернатора Гуджратского района — должность, которую он в итоге занял. Но прежде чем дать ему этот пост, махараджа решил испытать Харлана.
В декабре 1829 года Харлан был назначен губернатором Нурпура и Джасорта, описанных им как два района, вновь покорённые махараджей Лахора и находившиеся недалеко от Гималаев. Раджи этих районов в 1816 году объявили независимость и были довольно богатыми на момент прибытия Харлана. О периоде правления Харлана здесь известно мало, но он, вероятно, неплохо зарекомендовал себя. В мае 1832 года он был переведён в Гуджрат. В Гуджрате Харлана вскоре после его назначения посетил Генри Лоуренс.
Назначение людей с Запада губернаторами в азиатских государствах было редкостью, но Харлан не был единственным, кто сумел добиться подобного. Итальянец Паоло ди Авитабеле стал губернатором Вазирабада, а Жан-Батист Вентура был назначен губернатором Дера-Гази-Хана в 1831 году. Харлан не был первым даже на своём посту в Гуджрате — до него им правил англичанин по имени Холмс.

## Принц Гора
В 1838 году Харлан отправился в карательную экспедицию против узбекского работорговца и полевого командира Мурада Бега. У него было несколько причин для этого: он хотел помочь Дост Мохаммаду утвердить свою власть за пределами Кабула, у него были глубинные чувства против рабства, а также он хотел показать, что современная армия могла успешно пересечь Гиндукуш. Приняв под командование 4-тысячный отряд (1400 кавалеристов, 1100 пехотинцев, 1500 вспомогательных солдат и лагерной прислуги), 2000 лошадей, 400 верблюдов и одного слона, Харлан возомнил себя современным Александром Македонским. Дост Мохаммад стремился собирать дань с Хазары, жители которой были готовы на это, если афганцы сумеют покончить с рейдами Мурада Бега. Поэтому Харлана сопровождал младший сын и секретарь Дост Мохаммада. 
После трудного пути (который включал церемонию поднятия американского флага в верхней части Сафедхоха) Харлан усилил свою армию местными хазарейцами, большинство из которых жили в страхе перед работорговцами. Его первым крупным сражением была короткая осада крепости Сайгхан, контролируемой таджикским работорговцем. Артиллерия Харлана расправилась с крепостью. В результате этого сражения местные власти поспешили объявить себя союзниками Харлана.
Одним из самых сильных и амбициозных местных правителей был Мухаммед Рефи Бег, хазареец, правитель Гора — области в центральной и западной части современного Афганистана. Он и его свита пировали в течение десяти дней с войсками Харлана, в течение которых они наблюдали замечательную дисциплину и организацию современной армии. Они пригласили американца обратно в горную крепость Рефи. Харлан был поражён функционированием феодальной системы. Он восхищался хазарейцами из-за отсутствия рабства в их культуре (что было необычным в этом регионе в то время) и гендерным равенством между ними, которое он заметил. В конце визита Харлан и Рефи пришли к соглашению: Харлан и его наследники будут правителями Гора на неограниченный срок с Рефи в качестве его визиря. Харлан, в свою очередь, должен был обучить и укрепить местную армию с конечной целью усиления и расширения автономии Гора. Но когда Харлан вернулся в Кабул, британские войска вместе с Уильямом Хэем Макнагтеном подступили к городу, собираясь штурмовать его в связи с началом Первой англо-афганской войны. Харлан, который не был сторонником британцев, быстро стал персоной нон грата и после некоторого дальнейшего путешествия вернулся в США.

## Путь домой
После отъезда из Афганистана Харлан провёл некоторое время в Российской империи. Женщина, с которой он познакомился в Англии, направила письма русским дворянам, в которых утверждала, что Харлан был опытным администратором, который мог бы помочь улучшить положение русского крестьянства. Хотя Харлан восхищал русских женщин из высшего общества, он не завёл полезных знакомств в русском правительстве и вскоре решил вернуться в Америку.
Здесь Харлана чествовали как национального героя. Он умело выступал в прессе, прося журналистов не акцентировать внимание на его королевском титуле, так как он «смотрит на царства и княжества как на необоснованное заимствование, ставя в противовес им почётный и почтенный титул американского гражданина». Его слава быстро прошла после публикации мемуаров об Индии и Афганистане. Харлан нападал на своих старых британских врагов из Афганистана и называл британскую имперскую систему подлой. Наибольшую тревогу вызывало то, что он писал о той лёгкости, с которой Россия могла бы, если бы захотела, атаковать и нанести серьёзный ущерб азиатским владениям Британской империи.
Деятельность Харлана подверглась осуждению в Великобритании, хотя, как отмечал один историк, его книга была «официально запрещена, но тайно читалась историками и британскими стратегами». Американская пресса более не поддерживала его, и считается, что он более не сумел опубликовать ни одной книги.
Поскольку его денежные средства сокращались, Харлан занялся реализацией новых идей. Он начал лоббировать перед американским правительством идею закупить верблюдов для их расселения в западной части Соединённых Штатов. При этом Харлан вынашивал идею, что верблюды будут заказаны в Афганистане, а его отправят туда в качестве агента по закупкам. Харлан убедил правительство, что верблюды достойны вложений (военный министр Джефферсон Дэвис был особенно заинтересован в этой идее), но было решено, что будет дешевле купить и доставить их из Африки, нежели из Афганистана. Но оказалось, что американские лошади, мулы и коровы испытывали неприязнь к агрессивным верблюдам, и поэтому в 1863 году верблюжий корпус был расформирован. Верблюды были выпущены на свободу в Аризоне.
После этого Харлан решил убедить правительство закупать афганский виноград. Он два года работал над подготовкой реализации этого плана, но начало Гражданской войны помешало этому. Харлан после её начала выступил с предложением возглавить один из полков.
Будучи всегда убеждённым противником рабства, Харлан сформировал полк в армии Союза. Но привычка иметь дело с подчинёнными солдатами в качестве «восточного принца» привела его к серьёзному военно-полевому суду. Впрочем, стареющий Харлан ещё до его завершения закончил свою службу в связи с проблемами со здоровьем.
Он переехал в Сан-Франциско, где работал врачом и умер от туберкулёза в 1871 году, будучи к этому времени практически забыт.